# SB 32a
Die Dampflokomotivreihe SB 32a war eine Güterzug-Schlepptenderlokomotivreihe der österreichischen Südbahn (SB), deren Lokomotiven ursprünglich für die Wien-Pottendorfer Bahn (WPB) beschafft wurden.
Da die Südbahn auf der WPB den Betrieb führte, erhielten sie keine WPB-eigene Bezeichnung.
Die Maschinen bildeten die Universallokomotiven der WPB.
In den 1890er Jahren versetzte sie die Südbahn nach Marburg, später nach Graz (für die Graz-Köflacher Eisenbahn) und Villach.
Nach der Verstaatlichung der auf österreichischen Gebiet liegenden Strecken der Südbahn 1923 kamen alle elf Lokomotiven als 52.500 zur BBÖ, die sie bis 1932 ausmusterte.